# Entartung (Max Nordau)
Entartung ist die wohl bekannteste Schrift des jüdischen Arztes und Schriftstellers Max Nordau (1849–1923; d. i. Simon Maximilian Südfeld). Die 1892/1893 erschienene, vielfach und prominent kritisierte kulturkritische Schrift versucht mit dem Begriff der 'Entartung' gewisse künstlerische und kulturelle Phänomene des ausgehenden 19. Jahrhunderts zu deuten.

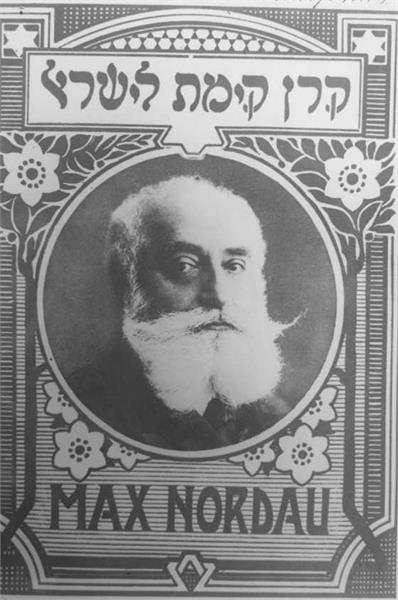
Max Nordau

## Kurzeinführung
Das kulturpolitische Hauptwerk des Kulturkritikers und Mitbegründers der Zionistischen Weltorganisation, eines Weggefährten Theodor Herzls, übt scharfe Kritik am Dekadentismus (der so genannten entarteten Kunst des Fin de Siècle) und stellt auch Nordaus Sicht bestimmter sozialer Probleme im Europa des späten 19. Jahrhunderts dar.
Das Werk ist Cesare Lombroso gewidmet, wobei der Sozialdarwinist und Verfechter des europäischen Kolonialismus und europäischer Rassentheorien Nordau auch den von diesem geprägten Begriff der Degeneration übernahm.
Nordau beginnt seine Studie mit medizinischen und soziologischen Interpretationen der Faktoren, die zu dem von ihm beschriebenen Entartungsphänomen geführt haben. Der Autor gliedert seine Studie in fünf Bücher.
Zunächst geht der Autor auf die Ursprünge des Fin-de-Siècle-Phänomens ein. Nordau spricht von dem weit verbreiteten moralischen Verfall, dem Umsturz der moralischen Werte. Anhand der Werke der führenden Schriftsteller, Künstler, Komponisten und Denker des Jahrhunderts – Oscar Wilde, Friedrich Nietzsche, Tolstoi, Emile Zola, Richard Wagner, Henrik Ibsen usw. – zeigt der Autor deren Neigung zu der Art von Kunst, die man von Geisteskranken (Hysteriker, Neurastheniker usw.) erwarten würde. Gleichzeitig weist Nordau darauf hin, dass ihr Schaffen nicht nur ein persönliches, sondern auch ein gesellschaftliches Produkt war: Aufgrund der allgemeinen morbiden Atmosphäre, in der sich Europa in der fraglichen Zeit befand, war der Erfolg dieser Art von Kunst gesichert, wobei er zeitgenössische Strömungen wie Symbolismus, Spiritismus, Parnassianismus in seine Darstellung einbezieht.
Die von Max Nordau geäußerten Ideen wurden weit verbreitet. Begriffe wie Degeneration und Entartung wurden als ernstzunehmende medizinische Begriffe übernommen. Der Begriff „Entartete Kunst“ wurde in der Zeit des Nationalsozialismus politisch instrumentalisiert.
Das Werk wurde früh in verschiedene Sprachen übersetzt und erlebte in der englischen Übersetzung beispielsweise zahlreiche Auflagen.
Mit Max Nordaus Zivilisationskritik in dieser Schrift ging beispielsweise der Psychiater William Hirsch – wie viele andere von Nordaus Zeitgenossen auch – in seiner Schrift Genie und Entartung (1894) hart ins Gericht und konstatierte: „Allein so komisch und zum Teil belustigend seine psychiatrischen Ausführungen auch auf den Fachmann wirken mögen, so hat die Sache doch auch ihre ernste Seite, besonders da sein Buch für Laien geschrieben ist, und dort ein derartiger Dilettantismus recht verhängnisvolle Folgen hervorzurufen imstande ist.“
George Bernard Shaw setzte sich in The Sanity of Art mit Nordau auseinander (1895). Der amerikanische Verleger Benjamin R. Tucker von Shaws The Sanity of Art (New York, 1908) hatte beobachtet,

„that there had been no response from the arts community to Nordau's Degeneration, and offered Shaw the highest price ever paid to anyone for a magazine article if he would offer that response. Shaw, always a critic of the American devotion to money, accepted. / dass es in der Kunstszene keine Reaktion auf Nordaus Degeneration gegeben hatte, und bot Shaw den höchsten Preis an, der jemals für einen Zeitschriftenartikel gezahlt wurde, wenn er diese Antwort geben würde. Shaw, der schon immer ein Kritiker der amerikanischen Hingabe an das Geld war, nahm an.“

Als die kulturkritische Abhandlung Entartung veröffentlicht wurde, war das Wort und die damit beschriebenen Erscheinungen noch nicht durch die repressiven Maßnahmen der Nationalsozialisten belastet. Allerdings hatten Ärzte und Künstler bereits zuvor eine Verbindung zwischen Kunst und Pathologie hergestellt, und Nordau hatte dies mit der diagnostischen Präzision eines Arztes, dem beeindruckenden Wissen eines polyglotten Lesers und der Brillanz eines geschulten Rhetorikers im Kontext avantgardistischer Kunstbewegungen konkretisiert. Dabei machte er einen auffälligen Aspekt der Moderne deutlich und kritisierte ihn scharf, ohne ihn jedoch mit nationalistischem oder rassistischem Denken zu verbinden. Nordaus „Entartung“ gilt als das Schlüsselwerk für das Verständnis der Pathologisierung der künstlerischen Moderne (Karin Tebben).

## Gliederung
Das Werk hat den folgenden Inhalt:

Erster Band
Erstes Buch. Fin de Siècle.
I. Völkerdämmerung.
II. Symptome.
III. Diagnose.
IV. Aetiologie.
Zweites Buch. Der Mysticismus.
I. Psychologie des Mysticismus.
II. Die Präraphaeliten.
III. Die Symbolisten.
IV. Der Tolstoismus.
V. Der Richard-Wagner-Dienst.
VI. Parodieformen der Mystik.
Entartung. Von Max Nordau.
Zweiter Band
Drittes Buch. Die Ich-Sucht.
I. Psychologie der Ich-Sucht.
II. Parnassier und Diaboliker.
III. Decadenten und Aestheten.
IV. Der Ibsenismus.
V. Friedrich Nietzsche.
Viertes Buch. Der Realismus.
I. Zola und die Zolaschulen.
II. Die „jungdeutschen“ Nachäffer.
Fünftes Buch. Das zwanzigste Jahrhundert.
I. Prognose.
II. Therapie.